# Matthew Gregory Lewis
Matthew Gregory Lewis (Londres, 9 de juliol del 1775 - 14 de maig del 1818) fou un novel·lista i escriptor teatral anglés famós per la seua novel·la gòtica The Monk.
Nasqué a Londres i fou introduït per la seua família en la carrera diplomàtica, que cursà en la Westminster School i la Christ Church d'Oxford, on es dedicaria sobretot a l'estudi de llengües. Recorregué França i Alemanya, on quedà atrapat per l'obra de Goethe. El 1794 es traslladà a La Haia amb l'ambaixada britànica. Durant la seua breu estada escrigué la seua novel·la Ambrosio or The Monk (Ambrosio o El monjo), que fou publicada l'estiu de l'any següent. Lewis aconseguix notorietat immediatament entre els britànics, però la novel·la és retirada l'any següent a causa dels seus continguts, considerats obscens pels intel·lectuals. En publicà una segona edició el 1798, de la qual eliminà alguns dels passatges que considerà més problemàtics, encara que sense eliminar alguns dels personatges més terribles.
A pesar dels problemes morals, la novel·la no impedí Lewis d'introduir-se en la societat i en la cort, i prompte obtingué un lloc a la Cambra del Comuns per Wiltshire. Després del seu ingrés en el Parlament publicà:
- The Castle Spectre (1796), una obra de teatre musical que obtingué una durable notorietat;
- The Minister, traducció de l'alemany Kabale und Liebe de Friedrich von Schiller;
- Rolla (1797) una traducció de Kotzebue;
- The Bravo of Venice (1804), una novel·la traduïda de l'alemany, considerada la seua millor obra després de The monk.

Es dedicà també al teatre d'òpera i a la tragèdia. La mort de son pare el deixà amb una sòlida fortuna i el 1815 marxà cap a les Índies Orientals per visitar les seues possessiones; durant este viatge escrigué el Journal of a West Indian Proprietor, publicat pòstumament el 1833. Tornà a Anglaterra, i estigué també ocasionalment a Suïssa, on coincidí amb els seus amics Lord Byron, John William Polidori, Mary Shelley i Percy Shelley, però no tardà a tornar a fer un segon viatge a Jamaica el 1817 per obtindre més informació sobre la condició dels esclaus, respecte de les quals tenia la intenció d'escriure un pamflet de defensa. El clima tropical, tanmateix, li resultà fatal: contragué la febre groga durant el viatge de retorn a Europa i morí. El 1839 fou publicat, en dos volums, The Life and Correspondence of M. G. Lewis.

## The Monk
La història (originalment titulada The Monk; no hi ha traduccions al català) té a veure amb Ambrosio, un piadós i respectat monjo espanyol i la seua vinguda avall. El monjo s'enamora de la seua deixebla Matilda i, després d'haver satisfet amb ella els seus desitjos carnals, dirigix l'atenció vers Antonia, a qui viola i mata.
La trama és interrompuda sovint per digressions i parèntesis, fetes servir per revifar l'atmosfera gòtica de la novel·la, entre les quals hi ha una monja sagnant, la història de Lorenzo i Antonia o la de la germana d'ell, enterrada viva per monges geloses.
Al final de la novel·la Ambrosio és lliurat a la Inquisició i, per fugir de la sentència que l'espera, ven l'ànima al Diable.
The Monk és considerada una de les novel·les gòtiques més transgressives a causa de certs elements, entre els quals hi ha la presència del Dimoni, l'estupre, la violació, l'incest i personatges com l'hebreu errant, castells en ruïnes i la Inquisició espanyola. La novel·la presenta, a més, un interessant retrat del pensament britànic al voltant de l'Església de Roma; un altre exemple és The Awful Disclosures of Maria Monk.